# Г-н —бов и вопрос об искусстве
«Г-н —бов и вопрос об искусстве» — статья Ф. М. Достоевского, часть цикла «Ряд статей о русской литературе». Впервые опубликована во 2 выпуске журнала «Время» за 1861 год. Отражает эстетические воззрения Достоевского.

## Содержание
На вопрос о природе искусства существуют два диаметрально противоположных подхода. Первый представляют утилитаристы, которые считают, что любое произведение искусства должно оцениваться с точки зрения пользы (полезности). По мнению утилитаристов, искусство должно быть ограничено решением конкретной практической цели, стоящей перед обществом в определённый исторический момент. Сторонники же «чистого искусства» («искусства ради искусства») отстаивают идею свободного творчества. По их мнению, красота есть жизненная необходимость каждого человека, а искусство имеет цель в себе самом.
Достоевский критикует и утилитаристов, и сторонников «чистого искусства». Он считает, что обе стороны заняты лишь враждой, в то время как сама суть вопроса давно искажена или даже утеряна обеими сторонами. Так, сторонники «чистого искусства» не принимают обличительной литературы и не признают её ценность даже тогда, когда в ней обнаруживается художественный талант и мастерство автора (например, работы Щедрина), что само по себе является противоречием («чистое искусство» противоречит своей сути, пытаясь нивелировать художественность, так как идет против принципа свободы вдохновения).
С другой стороны, утилитаристы, признавая второстепенность художественности и, вместе с тем, призывая к практической пользе искусства, забывают, что талантливо воссозданные художественные образы способствуют более точному восприятию идеи произведения.
Ссылаясь на критическую статью г-на -бова, посвященную оценке творчества Марко Вовчок, Ф. М. Достоевский доказывает сложившейся кризис двух подходов. При этом, он также критикует г-на -бова за «кабинетность» теории, и говорит о невысоком уровне художественного таланта Марко Вовчок.

## Достоевский и вопрос об искусстве
Красота есть этико-эстетическая категория. Как и в философии Вл. Соловьева, она является «модусом Абсолюта». Искусство же примиряет человека и действительность, поскольку красота — это всегда гармония (в том числе, гармония формы и содержания).
Искусство не должно ограничиваться извне, оно должно быть свободно. При этом, всякое требование пользы от искусства есть, во-первых, ограничение свободы (что противоречит сути искусства). Во-вторых, такое ограничение абсурдно само по себе хотя бы потому, что мы никогда не знаем, что на самом деле полезно, нужно или, напротив, вредно обществу в данный момент. Существуют вечные идеалы красоты, которые спустя многие века трогают человеческую душу, и потому мы не можем говорить об их «несовременности». Критикуя позицию утилитаристов, Достоевский отмечает, что искусство (если это, конечно, настоящее искусство) всегда современно и актуально. Если Художник «уклоняется от действительности», то это происходит от «незрелости» его гражданской позиции.